# Mesorotalia
Mesorotalia es un género de foraminífero bentónico considerado un sinónimo posterior de Buccella de la familia Trichohyalidae, de la superfamilia Chilostomelloidea, del suborden Rotaliina y del orden Rotaliida. Su especie tipo era Mesorotalia fastidiosa. Su rango cronoestratigráfico abarcaba el Holoceno.

## Discusión
Clasificaciones más modernas incluyen Buccella, y por tanto Mesorotalia, en la familia Discorbidae de la superfamilia Discorboidea.

## Clasificación
Mesorotalia incluía a las siguientes especies:
- Mesorotalia albionbayensis
- Mesorotalia fastidiosa
- Mesorotalia insignita
- Mesorotalia irregularis